# Чемпионат мира по спортивной сауне в Хейноле
Чемпионаты мира по спортивной сауне (фин. Saunomisen maailmanmestaruuskilpailut) проводились ежегодно с 1999 по 2010 год в городе  Хейноле. Победителем соревнования объявлялся тот, кто был способен просидеть в  сауне большее количество времени при повышающейся температуре. В 2010 году чемпионат закончился трагически для финалиста из России, который скончался от многочисленных ожогов (его соперник-финн также серьезно пострадал). После этого чемпионат больше не проводился.

## Правила чемпионата
- Начальная температура в сауне — 110 градусов. Каждые полминуты на каменку подбрасывается пол-литра воды.
- Употребление алкоголя запрещено до и после соревнований.
- Перед походом в сауну запрещено пользоваться кремами или маслами, перед входом в парилку необходимо умыться и насухо вытереться.
- В сауне нужно сидеть прямо, ягодицы и бедра должны быть прижаты к скамейке.
- Купальный костюм должен быть стандартный: для мужчин плавки длиной 20 см, для женщин купальник с бретельками шириной 5 см.
- Волосы, длиной до плеч или ниже, убираются в хвост.
- Прикасаться к коже и гладить её запрещено.
- Участники не должны отвлекать друг друга.
- Участник должен поднять большой палец вверх, чтобы показать судьям, что с ним все в порядке.
- Из сауны нужно выйти без чьей-либо помощи.
- При первом нарушении участник получает первое предупреждение, при втором нарушении — дисквалификация.
- Участник, который последним самостоятельно выходит из сауны, становится победителем.

## Форма соревнований
Впервые чемпионат официально прошел в 1999 году в городе Хейнола. В соревнованиях принимали участие конкурсанты более чем из 20 стран. Соревнования проводились отдельно для мужчин и женщин. Чемпионат начинался с отборочного тура и заканчивался финальным соревнованием, в котором участвовало шестеро лучших.
Начальная температура в сауне составляет 110 градусов. Каждые полминуты на каменку подбрасывают пол-литра воды. После каждого броска участник соревнования по правилам поднимает большой палец вверх, чтобы показать, что с ним всё в порядке. Победителем становится участник, который последний выходил из сауны самостоятельно. Все желающие участвовали в чемпионатах под свою собственную ответственность.
Финляндия стала страной, которая выиграла большинство чемпионатов - все двенадцать мужских и семь женских. 
Каждый год некоторое количество участников выбывало из соревнований из-за нарушения правил.
Японский телеканал «Ниппон» (Nippon television) снял документальный фильм об этих соревнованиях по спортивной сауне. В  Японии этот фильм посмотрело 40 миллионов человек, что, видимо, связано с тем, что в Японии имеются сходные банные традиции. В соревнованиях в Хейноле принимали участия два японца, но ни один из них не дошёл до финала.

## Чемпионат 2010 года
7 августа 2010 года чемпионат по спортивной сауне был прерван через шесть минут после его начала. По правилам чемпионата, участники должны были войти в сауну, где воздух был разогрет до 110 градусов по  Цельсию, и находиться там как можно дольше. Организаторы соревнований были вынуждены вывести из сауны двух финалистов — россиянина Владимира Ладыженского и финна Тимо Кауконена. У обоих финалистов на теле были серьезные термические ожоги. Медики пытались реанимировать В. Ладыженского, но безуспешно. Кауконен был немедленно доставлен в больницу, где он провел в  коме последующие два месяца, так как более 70 % его кожи было покрыто ожогами, особенно в области ног, которые во время соревнований находились рядом с каменкой. У него был диагностирован также ожог дыхательных путей и острая почечная недостаточность. Находясь в больнице, Тимо не надеялся выжить, так как он находился в критическом, хотя и стабильном состоянии. 22 октября 2010 года Кауконен был переведён в госпиталь города Лахти на дальнейшее лечение, а 29 ноября он был выписан из больницы.
Местная полиция занялась  предварительным расследованием. Было установлено, что погибший российский участник соревнований пытался смошенничать, использовав запрещенные правилами анестетики. Местный прокурор в результате не выдвинул никаких обвинений против организаторов чемпионата.
На этом чемпионате все-таки победил финский участник Илкка Пёухия. Результаты Ладыженского и Кауконена не были засчитаны, поскольку они не смогли выйти из сауны самостоятельно. После этих трагических событий организатор соревнований Осси Арвела объявил о том, что больше чемпионаты по спортивной сауне в Хейноле проходить не будут.

## Чемпионы
| Год  | Мужчины           | Женщины           |
| ---- | ----------------- | ----------------- |
| 1999 | Ahti Merivirta    | Katri Kämäräinen  |
| 2000 | Leo Pusa          | Katri Kämäräinen  |
| 2001 | Leo Pusa          | Annikki Peltonen  |
| 2002 | Leo Pusa          | Annikki Peltonen  |
| 2003 | Timo Kaukonen     | Наталья Трифанова |
| 2004 | Leo Pusa          | Наталья Трифанова |
| 2005 | Timo Kaukonen     | Наталья Трифанова |
| 2006 | Timo Kaukonen     | Leila Kulin       |
| 2007 | Timo Kaukonen     | Leila Kulin       |
| 2008 | Bjarne Hermansson | Leila Kulin       |
| 2009 | Timo Kaukonen     | Татьяна Архипенко |
| 2010 | Ilkka Pöyhiä      | Michaela Butz     |